# 蕃納葱
蕃納 葱（ばんのう ねぎ）は、日本の漫画家。女性。成人誌では嘉下 葱（かもと ねぎ）の名義で活動することもある。

## 連載作品
- 教艦ASTRO

「まんがタイムきららキャラット（芳文社）」vol.11、vol.12(ゲスト)、2005年11月号-2007年11月号(以降休載)
既刊1巻　2007年2月　ISBN 4-8322-7615-8

## 読み切り作品
※は嘉下葱名義。
- （不明）（デビュー作）
- キレイ・キレイ（いずみコミックス）※
- Anemone（美少女的快活力 Vol.2）※
- ブラインド（美少女的快活力 Vol.3）※
- ファインダー（美少女的快活力 Vol.4-5）※
- 眼鏡の向こう側（美少女的快活力 Vol.8）※

## 描き下ろし
- 男装女史×女装女史

『まんがタイムきらら（芳文社）』第100号(2012年3月号)別冊付録「まんがタイムきららいちまるまる」、1ページ。